# Komsomolski (Timashovsk, Krasnodar)
Komsomolski (del ruso: Комсомольский) es un posiólok del raión de Timashovsk del krai de Krasnodar, en Rusia. Está situado en la orilla derecha del río Grechanaya Balka, afluente por la izquierda del río Kirpili, 15 km al suroeste de Timashovsk y 59 km al norte de Krasnodar, la capital del krai. Tenía 804 habitantes en 2010.
Pertenece al municipio Poselkovoye.